# Hydrotaea rotundentis
Hydrotaea rotundentis är en tvåvingeart som beskrevs av Shinonaga 1999. Hydrotaea rotundentis ingår i släktet Hydrotaea och familjen husflugor.
Artens utbredningsområde är Vietnam. Inga underarter finns listade i Catalogue of Life.